# 总主教小堂 (拉文纳)
总主教小堂（義大利語：Cappella Arcivescovile）位于意大利拉文纳主教府的二楼，该市著名的马赛克遗迹中最小的一处。自5世纪末以来一直属于拉文纳总主教私人所有。
总主教小堂最初供奉救世主，有《基督脚踩野兽》像，但目前供奉圣安德肋。墙壁的下部都镶有大理石板，内部其余地方，包括拱顶，都镶满马赛克。
国际古迹遗址理事会如此评价这个世界遗产：“它是现存唯一的早期基督教私人教堂。它的肖像也是强烈的反亚流派的重要象征”。